# Тангойзер (опера)
«Тангойзер і змагання співаків у Вартбурзі» (нім. Tannhäuser und der Sängerkrieg auf Wartburg) — романтична опера на три дії німецького композитора Ріхарда Вагнера. Прем'єра опери відбулася 19 жовтня 1845 року в Саксонській державній опері Дрездена під керуванням композитора.
Основний мотив опери — спокута через любов (мотив, який проходить через майже всі твори композитора).

## Загальні відомості
- Місце й час дії: Вартбург, Тюрингія, XIII століття.
- Тривалість: близько 3 год. 45 хв.

## Історія створення
У квітні 1842 року Вагнер повернувся з Парижа в Дрезден. Ця подорож була багата враженнями, у тому числі він побачив Вартбурзький замок. Улітку того ж року він почав начерк сценарію нової опери «Грот Венери», а 4 липня наступного року лібрето було повністю закінчене. У сюжеті опери були об'єднані кілька самостійних німецьких легенд (про грот Венери, змагання співаків і святу Єлизавету). У квітні 1845 року Вагнер завершив партитуру й дав опері ту назву, під якою вона тепер відома.

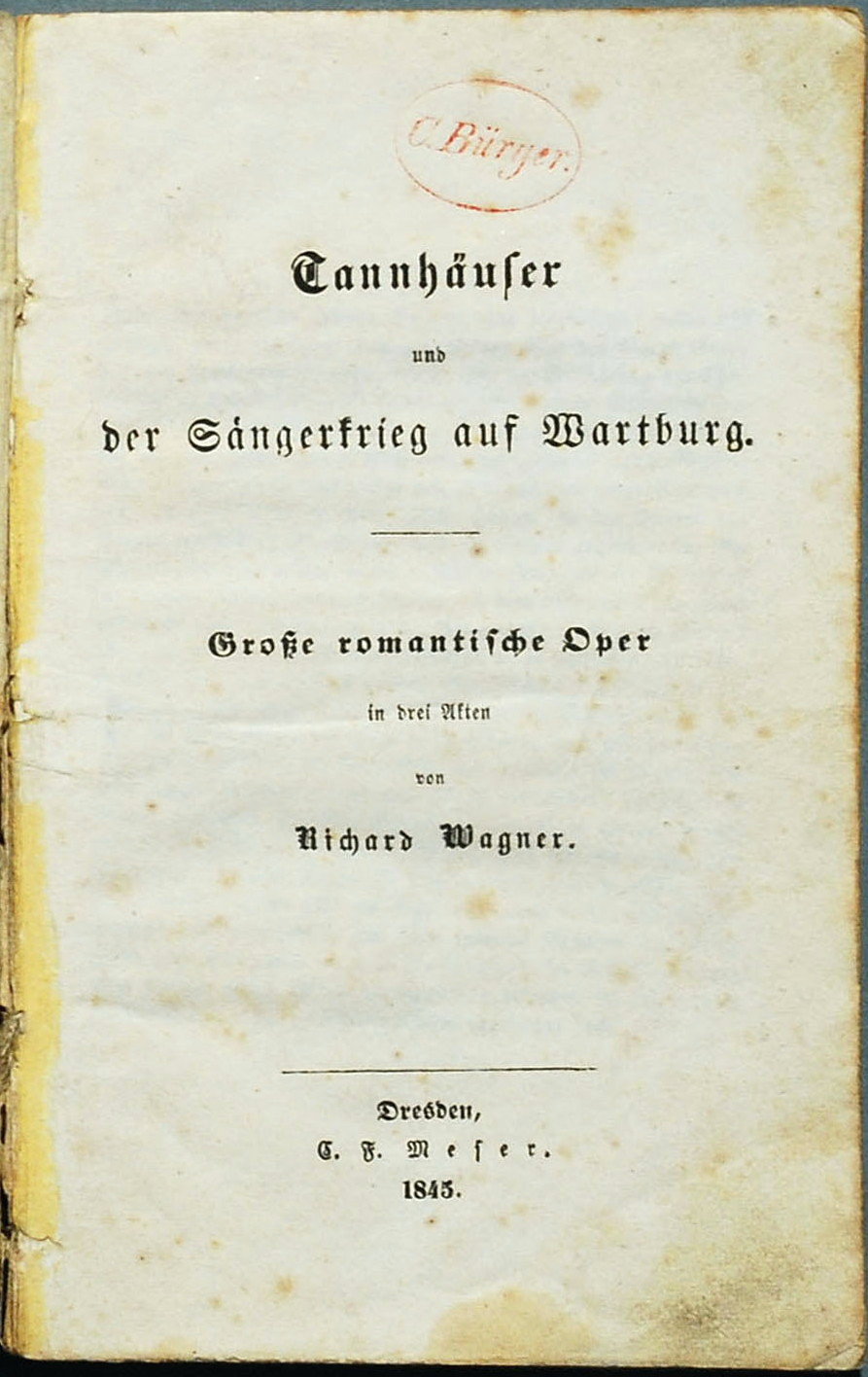
Дрезден, 1845.

Прем'єра «Тангойзера» відбулася 19 жовтня 1845 року під керуванням автора в Королівському саксонському придворному театрі у Дрездені. Склад співаків був такий: Тангойзер — Йозеф Тихачек, Єлизавета — Йоганна Вагнер (племінниця композитора), Вольфрам — Антон Міттервурцер, Венера — Вільгельміна Шредер-Деврієнт, Ландграф — Георг Вільгельм Деттмер. Думки публіки щодо нової опери розділилися, після восьмого спектаклю її зняли з репертуару. Для постановки 1847 року Вагнер змінив фінал; ця редакція, відома як «Дрезденська», виконується найчастіше. Опера стала завойовувати німецькі сцени; 16 лютого 1849 року вона була виконана у Веймарі під керуванням Ференца Ліста.
З ініціативи княгині Меттерніх 13 березня 1861 року відбулася прем'єра опери в Парижі (у французькому перекладі). Вагнер погодився ввести в перший акт балет, звичний для французької публіки. Крім того, була розширена сцена Тангойзера й Венери в першому акті й скорочене змагання співаків у другому. Пізня паризька редакція несе на собі відбитки тристанівського стилю, які не завжди узгоджуються з оперою в цілому, Вагнер сам це розумів. Проте ця редакція виконується навряд чи набагато рідше дрезденської; іноді опера йде в змішаній редакції.
Перша постановка «Тангойзера» у рамках Байройтського фестивалю відбулася в 1891 року під керуванням Фелікса Моттля (у змішаній редакції).